# Les Bessons
Les Bessons  (okcitán nyelven Los Bessos) község Franciaország déli részén, Lozère megyében. 2011-ben 441 lakosa volt.

## Fekvése
La Fage-Montivernoux az  Margeride-hegység nyugati előterében fekszik, 1060 méteres  (a községterület 972-1274 méteres) tengerszint feletti magasságban, a Barbuts patak völgye felett, Saint-Chély-d’Apchertől 5 km-re délnyugatra.
Nyugatról La Fage-Montivernoux, északról La Fage-Saint-Julien és Saint-Chély-d’Apcher, keletről Rimeize, délről pedig Fau-de-Peyre és Aumont-Aubrac községek határolják. Aumont-Aubrackal közös határát a Rimeize patak (a Truyère mellékvize) alkotja.
A községhez tartoznak Tridos, Veyres, Pont-Archat, La Rochette, La Védrine, Combret, Lile, Bonnefont és La Roueyre szórványtelepülések.
Saint-Chély-d’Apcher-val és Fau-de-Peyre-rel (5–5 km) a D10-es megyei út teremt összeköttetést. A község keleti határán halad az N9-es főút, valamint az A75-ös autópálya, de áthalad rajta a Saint-Flour–Mende vasútvonal is.

## Története
A falu a középkorban felváltva Gévaudan Peyre-i és Apcher-i báróságához is tartozott. Mint Bezon egyházközséget 1109-ben említik először. Nevét a nyírfáról kapta (tájnyelven lous béssous).

### Demográfia
| Év   | Lakosság |
| ---- | -------- |
| 1793 | 303      |
| 1851 | 544      |
| 1876 | 548      |
| 1901 | 526      |
| 1936 | 401      |

| Év   | Lakosság |
| ---- | -------- |
| 1946 | 363      |
| 1954 | 356      |
| 1962 | 355      |
| 1968 | 342      |

| Év   | Lakosság |
| ---- | -------- |
| 1975 | 325      |
| 1982 | 335      |
| 1990 | 273      |
| 1999 | 361      |
| 2010 | 449      |

## Nevezetességei
- Templom - 1859-ben épült, berendezéséhez értékes faszobrok tartoznak a 18-19. századból. Harangjait 1766-ban, illetve 1883-ban öntötték.
- Pagès-ház - jellegzetes gévaudani stílusban épült ház.
- Számos útmenti gránitkereszt.
- A templom előtt áll az első világháborús emlékmű (gránit), melyet 1925-ben emeltek.[2]
- Combret közelében még láthatóak egy régi római út maradványai.
- A falu híres méztermeléséről, patakjaiban többek között pisztráng is él. Lile közelében földpátkitermelés folyik.

## Kapcsolódó szócikk
- Lozère megye községei

## Külső hivatkozások
- Nevezetességek (franciául)
- Lozère - Margeride - Aubrac (Numéro special du bulletin Haute-Lozère) 1972, 21-22. pp.